# Sofie Goos
Sofie Goos (Turnhout, 6 mei 1980) is een Belgisch voormalig triatlete.   

## Levensloop
Goos groeide op in Oud-Turnhout, alwaar ze actief was in de lokale volleybalclub als spelverdeelster. Een sport die ook door haar mama en oudere zus beoefend werd. Vanaf haar 16e was Goos in het volleybal ook actief als scheidsrechter, zo leidde ze in 2011 onder meer de finale van de Beker van België in de Lotto Arena. De sport zelf beoefende ze tot haar twintigste. Ze volgde een opleiding regentaat lichamelijke opvoeding te Leuven en verbleef vervolgens een tijd in Zuid-Afrika als sportpromotor, waarbij ze zowel aan leerlingen als leerkrachten sportles gaf. Terug in België ging ze aan de slag als leerkrachte LO en kwam ze via Inge Van den Broeck in aanraking met triatlon, waarna ze aansloot bij ATRIAC.
Ze debuteerde als prof - onder begeleiding van coach Bart Decru - op de Ironman Switzerland (2007) waar ze zesde werd. 2008 was het jaar van de doorbraak voor "La Goos" met overwinningen in onder meer Ibiza en in eigen land in Lommel, Izegem, Knokke, Mechelen en Kapelle-op-den-Bos. In 2009 won Goos de 'Challenge van Barcelona' en de 'Ironman van Florida'. In eigen land zegevierde ze in de IronMan 70.3 Antwerpen, alsook te Brasschaat, Geel, Brugge, Kapelle-op-den-Bos en Ieper. In 2008 en 2009 werd zij genomineerd voor Sportvrouw van het Jaar. Van 2010 tot 2016 maakte ze deel uit van het Uplace Pro Triathlon Team (vanaf 2016 bekend als BMC-Etixx Pro Triathlon Team). In 2010 boekte ze overwinningen in onder meer Lissabon, Geel, Brugge, Brasschaat, IronMan 70.3 Antwerpen en Knokke. Ze nam vijfmaal deel aan de IronMan van Hawaï. Eenmaal werd ze er 19e en eenmaal 25e.
In mei 2016 werd ze tijdens een training neergestoken in Park Spoor Noord, ze kreeg hierbij een messteek in de rug waarbij haar nier werd geraakt. Vier maanden na het incident maakte ze haar comeback tijdens het Velodome-criterium te Antwerpen. In september volgde haar rentree in het triatlon, waarbij ze een zesde plaats behaalde in de Zwintriatlon. Kort daarop, in oktober 2016, kreeg ze te horen dat er geen plaats meer was voor haar bij het BMC-Etixx Pro Triathlon Team. Vervolgens ging ze verder als individueel triatlete.  In mei 2017 werd ze vijfde in de triatlon van Lissabon. In 2018 zette ze een punt achter haar topsportcarrière en opende vervolgens met haar partner een fietsenwinkel op het Antwerpse Zuid. Wel bleef ze recreatief actief in de sport, zo nam ze in 2019 onder meer hoogzwanger deel aan de Antwerp 10 Miles en nam ze in 2024 deel aan het Belgisch kampioenschap ploegentriatlon te Viersel.

## Palmares
2014
- 42ste WK Ironman Hawaii
- Ironman Kopenhagen
- 4de Ironman Klagenfurt
- Ironman Brazilië
- Ironman 70.3 Mallorca
- Ironman 70.3 San Juan
- Ironman 70.3 Texas

2013
- 19de WK Ironman Hawaii
- 1/4 Triathlon Mechelen
- Ironman 70.3 Luxemburg
- 4de Ironman, Zwitserland
- 4de EK Ironman Frankfurt
- 1/2 Triathlon Brugge
- 9de Ironman 70.3 Mallorca
- 1/4 Triathlon Mallorca
- 6de Ironman Los Cabos

2012
- 25ste WK Ironman Hawaii
- 1/4 Triathlon Knokke
- 5de EK Ironman Frankfurt
- Ironman Brazilië
- 4de Ironman 70.3 Mallorca
- 1/4 Triathlon Mallorca
- 13de Ironman 70.3 Panama City

2011
- Ironman Florida
- 1/4 Triathlon Knokke
- 9de EK Ironman 70.3 Wiesbaden
- Ironman 70.3 Antwerpen
- 1/4 Triathlon Brugge
- 1/4 Triathlon Brasschaat
- Ironman Texas
- 1/4 Triathlon Geel
- 9de Ironman 70.3 New Orleans
- 13de Ironman 70.3 Texas

2010
- 4de Ironman Cozumel
- 1/4 Triatlon Ieper
- 1/4 Triatlon Knokke
- Ironman 70.3 Antwerpen
- 1/4 Triatlon Brugge
- 1/4 Triatlon Brasschaat
- 7de Ironman 70.3 Hawaii
- 1/2 Triatlon Lissabon
- 14de International Triatlon Abu dhabi
- 1/2 Challenge Barcelona
- 1/4 Triatlon Geel

2009
- Ironman Florida
- Challenge Barcelona
- Ironman 70.3 Antwerpen
- 1/4 Triathlon Kapelle o/d Bos
- 1/4 Triathlon Brugge
- 1/2 Triathlon Brasschaat

2008
- 10de Ironman 70.3 California
- 7de Ironman Lanzarote
- 3/4 Triathlon Ibiza
- 1/4 Triathlon Kapelle o/d Bos

2007
- BK Ploegentriathlon
- Zwemloop Knokke
- 1/3 Triathlon Aarschot
- 6de Ironman, Zwitserland
- 1/1 Holland Triathlon Almere